# Keňské námořnictvo
Keňské námořnictvo je součástí ozbrojených sil Keni. Patří mezi malá, ale moderně vybavená námořnictva. Mezi jeho hlavní úkoly patří hlídkování v pobřežních vodách a oblastech rybolovu. Jádro námořnictva tvoří oceánské a pobřežní hlídkové lodě. K roku 2008 jej tvořilo 1200 osob. Jeho hlavní základnou je Mombasa.
Dle serveru Global Security je keňské námořnictvo nejlépe vybaveným námořnictvem zemí východní Afriky, které má navíc bohaté zkušenosti z mezinárodních cvičení, na kterých spolupracuje s Velkou Británii, USA, Francií apod.

## Historie
Keňské námořnictvo formálně vzniklo 12. prosince 1964. Nejprve byl Velkou Británií zapůjčen hlídkový člun Nyati (ex HMS Aberford, vrácen 1971). Do dokončení výcviku prvních keňských námořníků námořnictvu dočasně personálně vypomáhalo britské námořnictvo. Roku 1966 námořnictvo získalo tři nové hlídkové čluny třídy Simba (vyřazeny 1988). V letech 1974–1975 jej posílil hlídkový člun Mamba a tři hlídkové čluny třídy Madaraka, které byly roku 1983 vyzbrojeny protilodními střelami Gabriel. V roce 1983 námořnictvo tvořilo 650 osob.
Na sklonku 80. let navíc námořnictvo získalo dva raketové čluny třídy Nyayo nesoucí protilodní střely Otomat. V letech 1996 byly do služby přijaty dvě výsadkové lodě třídy Galana a dvě hlídkové lodě třídy Shupavu, všechny postavené ve Španělsku. Ze Španělska pochází také oceánská hlídková loď Jasiri, zařazená roku 2012. Raketové čluny třídy Nyayo byly roku 2011 modernizovány, přičemž přišly o své protilodní střely. Roku 2011 Francie darovala hlídkovou loď třídy P400.
Keňské námořnictvo se zapojuje do protipirátských operací. V roce 2012 se podílelo na osvobození somálského přístavu Kismaayo ovládaného milicí Aš-Šabáb.

## Složení

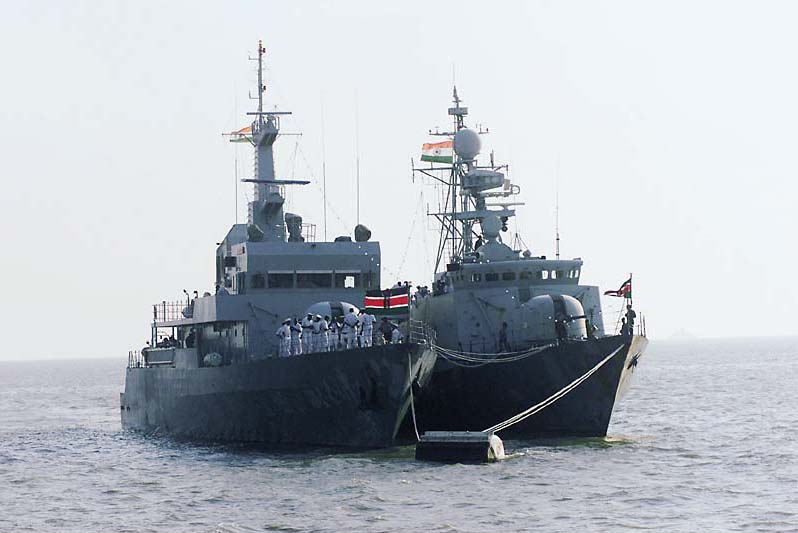
Hlídkové lodě Shujaa a Nyayo

### Hlídkové lodě

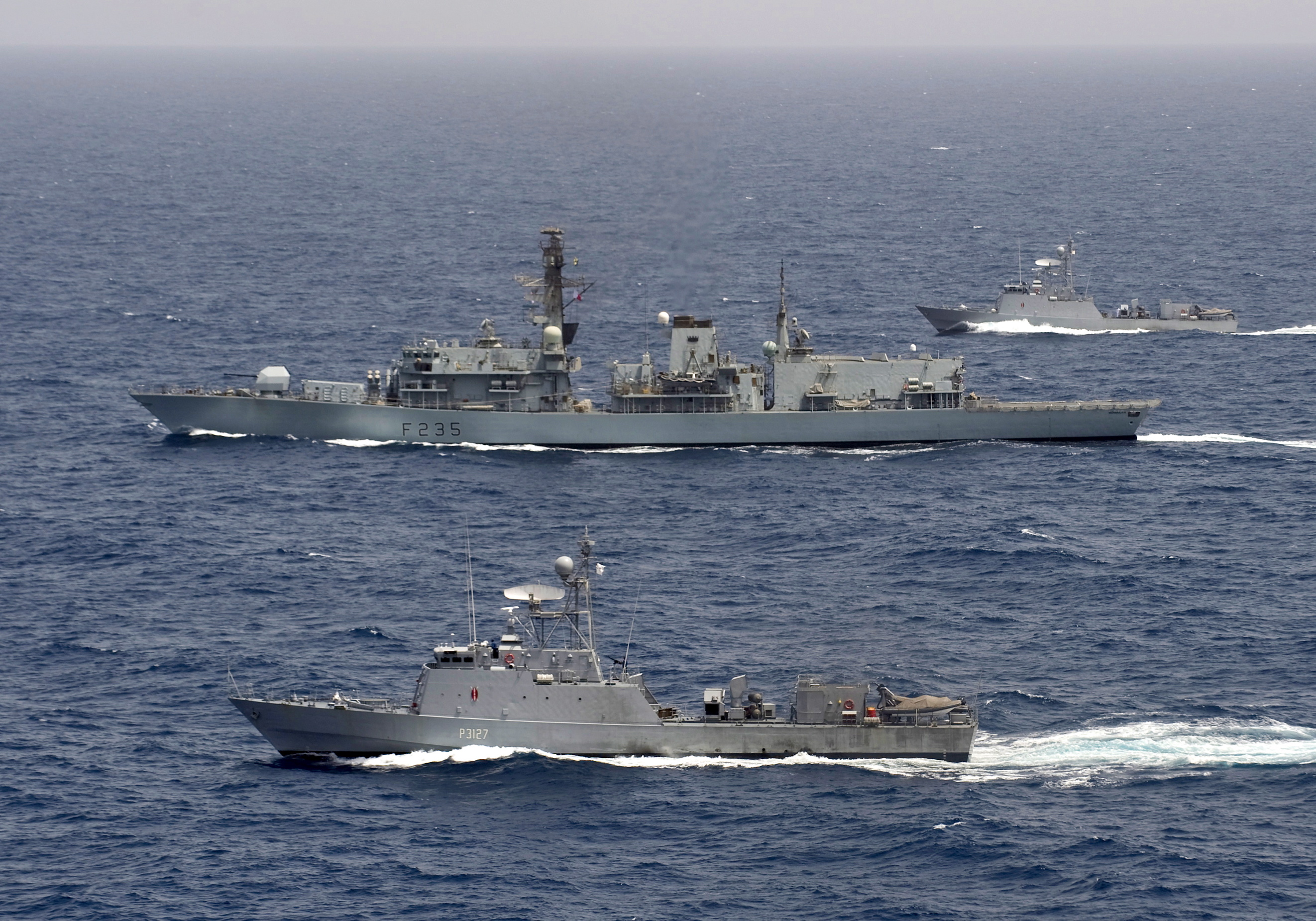
Dvě keňské hlídkové lodě v
doprovodu britské fregaty HMS Monmouth

- Jasiri (P3124) – oceánská hlídková loď

- Třída Shupavu – oceánská hlídková loď
  - Shupavu (P3130)
  - Shujaa (P3129)

- Třída Nyayo – pobřežní hlídková loď
  - Nyayo (P3126)
  - Umoja (3127)

- Mamba (P3100) – pobřežní hlídková loď

- Třída P400 – pobřežní hlídková loď
  - Harambee (P3134)[6]

### Výsadkové a podpůrné lodě
- Třída Galana
  - Tana (L39)
  - Galana (L38)